# TT21

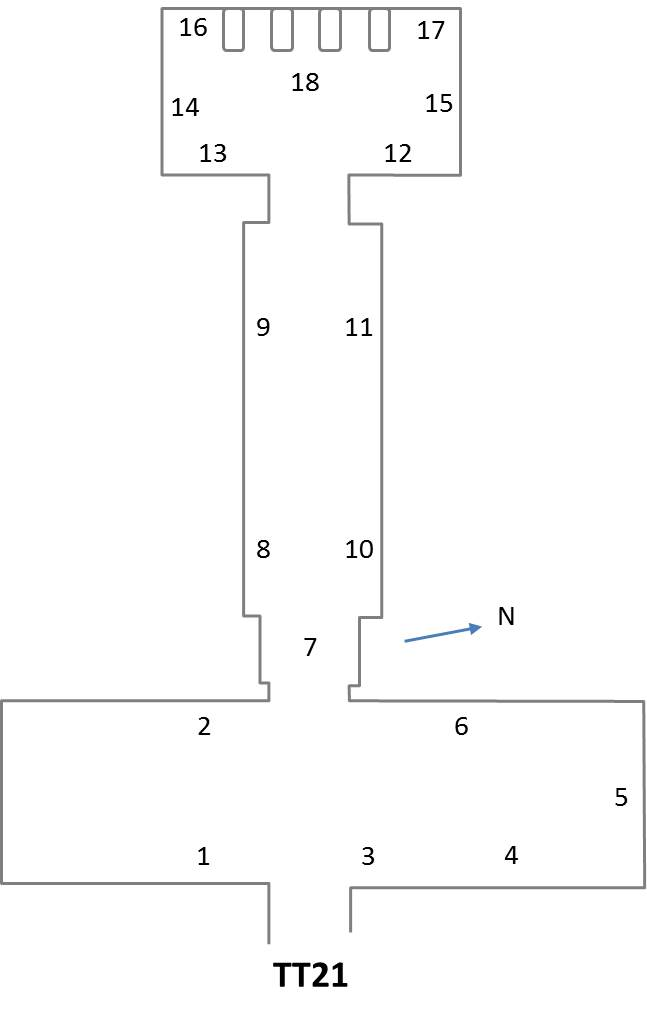
Plan der Grabkapelle

Das Grab TT21 (TT steht für Theban Tomb, thebanisches Grab) befindet sich in der Nekropole von Theben beim heutigen Luxor. Es ist die Begräbnisstätte von User, der Obervermögensverwalter am Totentempel von König Thutmosis I. war. User lebte wohl in der Mitte der 18. Dynastie.
Die in den Fels gehauene Grabkapelle des User ist mit Malereien dekoriert. Die Kapelle hat eine Vorhalle, einen Gang und einen Naos mit Statuen des Grabinhabers und seiner Familie in den Stein gehauen. Die Malereien des Grabes sind nicht gut erhalten, zeigen jedoch einige bemerkenswerte Szenen. In der Vorhalle sind die Malereien fast vollkommen verschwunden. Auf der nördlichen Kurzseite befinden sich Reste einer gemalten Stele. Die Malereien im Gang sind etwas besser erhalten, vor allem das untere Drittel der Wand zeigt noch Darstellungen. Auf der Südwand des Ganges sieht man Begräbnisfeierlichkeiten. Auf der gegenüberliegenden Wand gibt es die Darstellung der Jagd in der Wüste, wobei die Figur des User, der Jäger, nicht erhalten ist. Im untersten Register der Wand sieht man Diener die Jagdbeute herbeibringen. Im Naos findet man diverse Darstellungen von User, alleine oder mit seiner Frau Baket vor dem Opfertisch. Die Statuen an der Rückseite sind nur schlecht erhalten.